# Стокі-Малі
Стокі-Малі (пол. Stoki Małe) — село в Польщі, у гміні Цьмелюв Островецького повіту Свентокшиського воєводства.
Населення — 62 особи (2011).
У 1975-1998 роках село належало до Тарнобжезького воєводства.

## Демографія
Демографічна структура на день 31 березня 2011 року:
|          | Загалом | Допрацездатний вік | Працездатний вік | Постпрацездатний вік |
| -------- | ------- | ------------------ | ---------------- | -------------------- |
| Чоловіки | 29      | 6                  | 19               | 4                    |
| Жінки    | 33      | 6                  | 19               | 8                    |
| Разом    | 62      | 12                 | 38               | 12                   |